# 西源四郎
西 源四郎（にし げんしろう、文久2年10月25日（1862年12月16日） - 昭和3年（1928年）1月10日）は、日本の外交官。

## 経歴
西房至の次男として長門国豊浦郡長府で誕生、上京して高谷竜洲の塾で漢学を学ぶ（同門に二葉亭四迷など）。明治16年（1883年）8月に外務省の清国派遣留学生に選ばれ渡海、明治18年（1885年）11月にベルギーへ転じて大学に入り、明治24年（1891年）に卒業、行政博士号を取得し帰国後の明治26年（1893年）6月に外務省試補、11月に参事官となり、翌27年（1894年）12月に法典調査会委員に就任。
明治30年（1897年）4月にドイツ公使館三等書記官となってからは法典調査会を離れ外国勤務となり、翌31年（1898年）12月に二等書記官に昇格、明治32年（1899年）3月にオランダ公使館へ転勤、明治36年（1903年）3月にオーストリア公使館へ異動、12月に一等書記官となった。明治45年（1912年）4月に大使館参事官、大正4年（1915年）4月にシャム特命全権公使に任命されタイへ赴任、大正11年（1922年）3月にルーマニア特命全権公使に異動して翌12年（1923年）まで活動した。
帰国後の大正13年（1924年）4月に辞任、故郷の長府へ戻り病気療養に努め、昭和3年（1928年）に脳溢血で死去。享年65歳。

## 栄典
位階
- 大正13年（1924年）：従三位

勲章等
- 1895年（明治28年）10月31日 - 勲六等瑞宝章[4]
- 1902年（明治35年）12月28日 - 双光旭日章[5]
- 大正9年：勲二等瑞宝章
- 昭和3年（1928年）：勲二等旭日重光章

外国勲章佩用允許
- 明治33年（1900年）：赤鷲勲章（英語版）第4等（ドイツ帝国）
- 明治41年（1908年）：聖シルウェステル教皇勲章司令官（ローマ教皇庁）
- 明治43年（1910年）：フランツ・ヨーゼフ勲章（英語版）有星司令官（オーストリア＝ハンガリー帝国）
- 大正9年（1920年）：タイ王冠勲章第1等（タイ王国）
- 大正12年（1923年）：ルーマニア星勲章（英語版）大十字（ルーマニア）

## 子孫
明治26年（1893年）12月に伊藤博文の三女朝子と結婚、一人娘の清子を儲けた。子孫は以下の通り。
- 藤井清子（1895年 - 1983年） - 朝子の娘[6]。チェコスロバキア公使・藤井啓之助の妻。
  - 田付美代子（1916年 - ?） - 清子の長女[6]。デンマーク大使・田付景一の妻。
  - 藤﨑芙佐子（1921年 - ?） - 清子の次女[6]。最高裁判所裁判官・藤﨑万里の妻。
    - 藤﨑一郎（1947年 -） - 芙佐子の息子。駐アメリカ大使、元外務審議官。

  - 鶴見蔦子（1925年 - ?） - 清子の三女[6]。ジュネーヴ国際機関日本政府代表部大使・鶴見清彦の妻。
  - 松本悦子（1928年 - 2024年） - 清子の四女[6]。防衛庁長官・松本十郎の妻。
    - 松本剛明（1959年 -） - 悦子の息子。衆議院議員。
    - 寺内玲子（1962年 -） - 悦子の娘。財務省大臣官房参事官寺内肇の妻。

  - 藤井英之（1936年-）-清子の次男。[6]